# Muscle abaisseur de la lèvre inférieure
Le muscle abaisseur de la lèvre inférieure (en latin : Musculus depressor labii inferioris) ou muscle carré du menton est un petit muscle facial cutané.

## Description
Le muscle abaisseur de la lèvre inférieure est un muscle mince et losangique situé dans la partie latérale du menton.

## Origine
Le muscle abaisseur de la lèvre inférieure nait du tiers antérieur de la ligne oblique externe de la mandibule

## Trajet
Le muscle abaisseur de la lèvre inférieure se dirige en haut et en dedans.

## Insertion
Le muscle abaisseur de la lèvre inférieure se termine sur la face profonde de la peau de la lèvre inférieure.

## Innervation
Le muscle abaisseur de la lèvre inférieure est innervé par des rameaux mentonniers de la branche cervico-faciale du nerf facial.

## Vascularisation
Le muscle abaisseur de la lèvre inférieure est vascularisé par l'artère labiale inférieure.

## Action
Le muscle abaisseur de la lèvre inférieure abaisse la lèvre inférieure qu'il porte en bas et en dehors.

## Rapports
Le muscle abaisseur de la lèvre inférieure nait sous le muscle abaisseur de l'angle de la bouche, s'en dégage par le haut et le dedans pour passer en avant du muscle orbiculaire de la bouche et du muscle mentonnier.

## Galerie

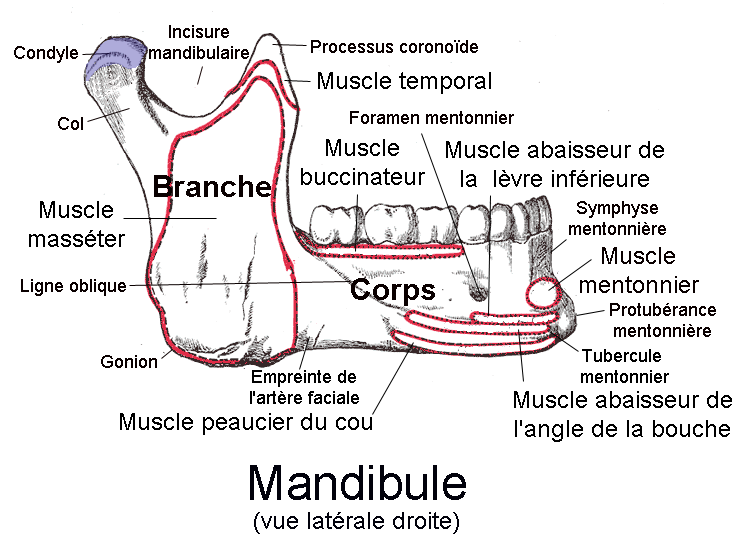